# راسموس ليندغرين (لاعب كرة قدم)
راسموس ليندغرين (بالسويدية: Rasmus Lindgren)‏ (17 يونيو 1994 بالسويد - ) هو لاعب كرة قدم سويدي في مركز الوسط. شارك مع منتخب السويد تحت 17 سنة لكرة القدم ومنتخب السويد تحت 19 سنة لكرة القدم. أما مع النوادي، فقد لعب مع نادي هلسينغبورغ.

## وصلات خارجية
- راسموس ليندغرين (لاعب كرة قدم) على موقع اتحاد السويد (السويدية)
- راسموس ليندغرين (لاعب كرة قدم) على موقع قاعدة بيانات كرة القدم.إي يو (الإنجليزية)